# コバルトヤドクガエル
コバルトヤドクガエル（学名：Dendrobates azureus）は、両生綱・無尾目・ヤドクガエル科・ヤドクガエル属に分類されるカエルの一種。

## 分布
南アメリカのスリナムに分布する。

## 特徴
体長30-45mm。全身が目を見張るような明るい青色で、世界で最も美しいカエルのひとつ。背中から腹部にかけて青みが暗くなる。頭部と胴体には暗色の斑点が散在する。
森林の渓流に生息する。昼に地上で活動し、アリやシロアリ、ハエなどを捕食する。オスは孵化するまで卵を保護し、孵化後はオタマジャクシを自らの背中に乗せて、アナナスの中心部に溜まった水たまりまで運ぶ。

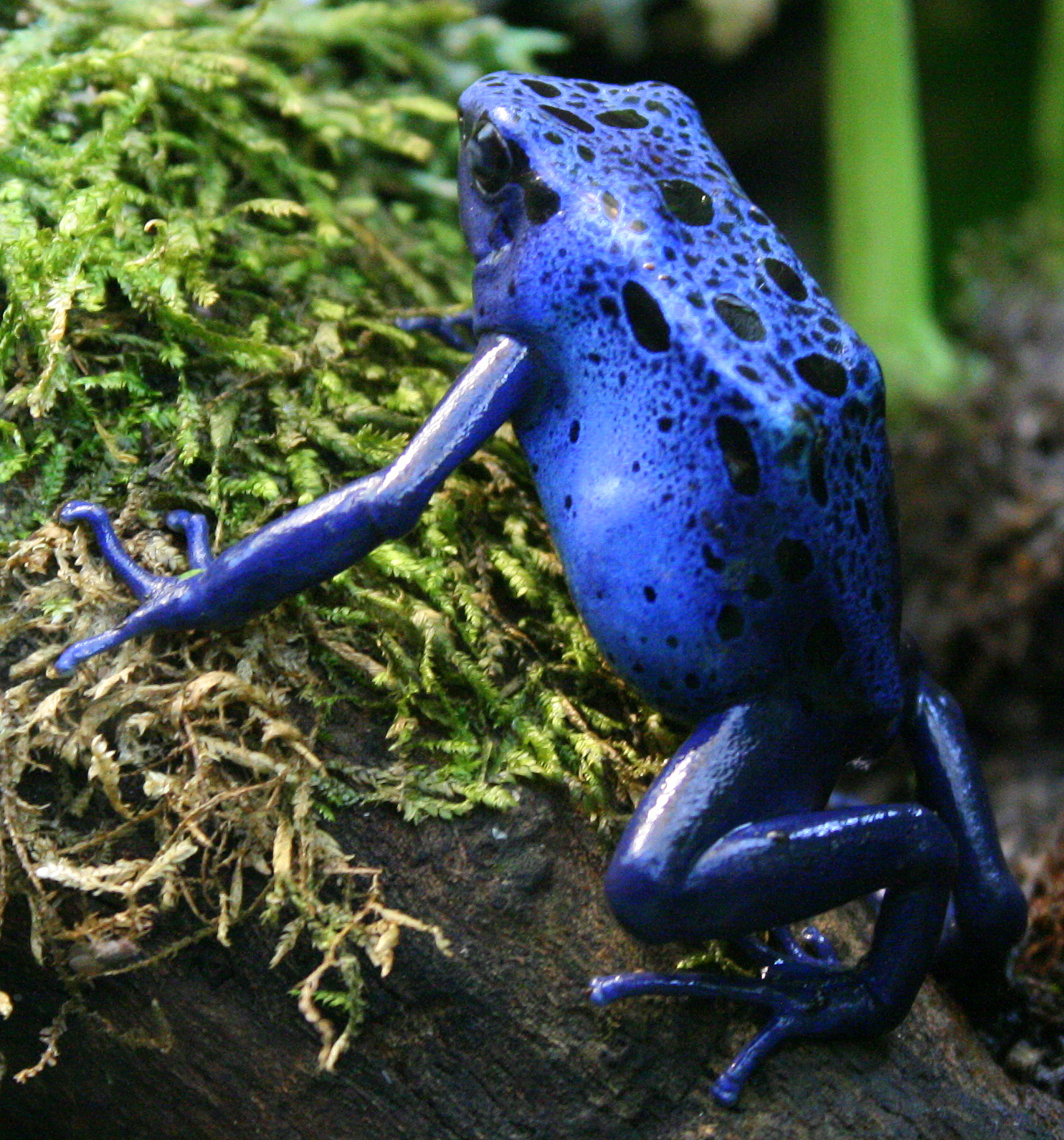
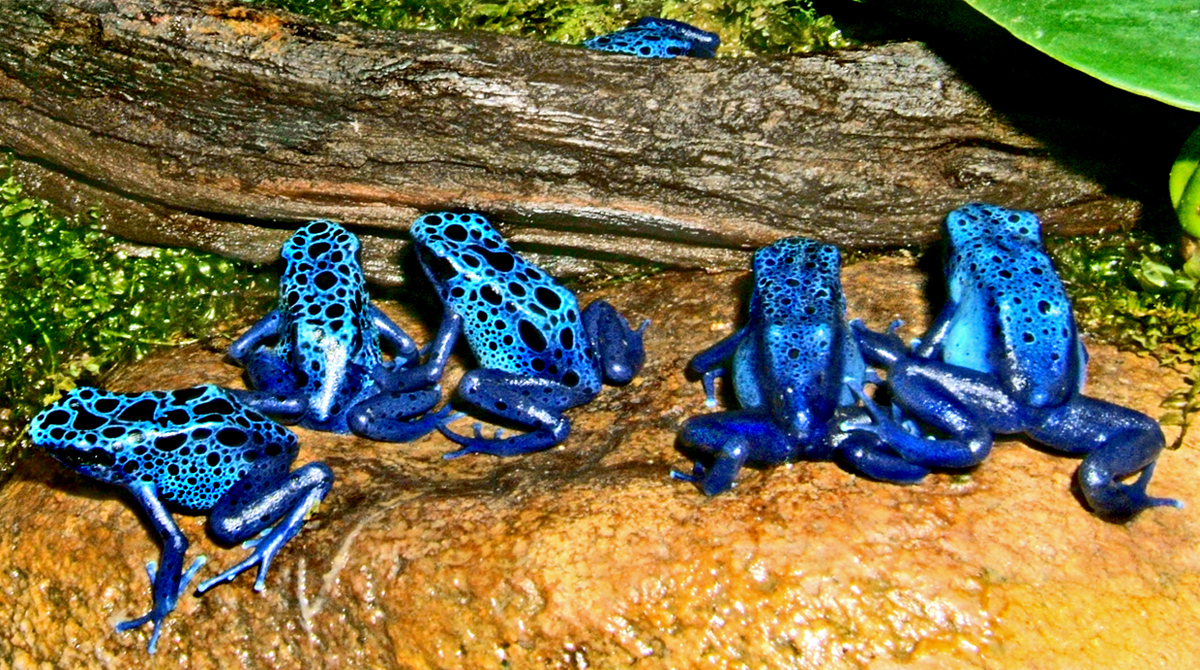